# Jeanne Duprau
Jeanne Duprau ou Jeanne DuPrau (née le 9 juin )1944), aux États-Unis, est une écrivaine américaine de science-fiction. 

## Biographie
Jeanne Duprau est née à San Francisco en Californie, le  1er décembre 1944. Elle doit son nom à une ascendance française. 
Jeanne Duprau est écrivaine et illustratrice, elle fut également professeure et éditrice. Elle habite à Menlo Park, en Californie. 
La romancière Jeanne Duprau a vécu son enfance dans le contexte de la Guerre froide et de la menace atomique qui planait sur le monde. Ce traumatisme a passablement marqué sa jeunesse, au point de consacrer ses romans sur les thèmes liés aux destins des habitants qui, protégés d’un grand cataclysme sous terre par de mythiques bâtisseurs, ont oublié l’existence d’un autre monde, au-dessus de leur tête. 
Pendant cette période, de nombreuses personnes se cachaient dans des abris souterrains pour se protéger des bombes. Mais, au-delà de ces événements, Jeanne Duprau s’est demandé comment un peuple qui ne connaît ni le soleil, ni la mer, ni la nature peut vivre dans une cité éclairée par des ampoules électriques, les uns sur les autres, sans savoir que toutes ces choses ont existé.

### Titres traduits en français
- "La Cité de l’Ombre" (The City of Ember) 2003.
- "Le Peuple d’en Haut" (The People of Sparks) 2004.
- "L'oracle de Yonwood" (The Prophet of Yonwood) 2009 (Ce roman est une préquelle qui situe l'histoire avant le roman de la Cité de l'Ombre.)
- "Le diamant des ténèbres" (The Diamond of Darkhold) 2011.

### Autres titres
- Golden God (1981)
- The Earth House (1993)
- Car Trouble (2005)

## Filmographie
Tom Hanks et Gary Goetzman, partenaires de la compagnie Playtone, ont acheté les droits du livre de Jeanne DuPrau, "The City of Ember".
En 2008, est sorti le film homonyme La Cité de l'ombre aux États-Unis et en France.

## Polémique
L'écrivaine québécoise Suzanne Martel a écrit un roman futuriste de science-fiction abordant un thème similaire sous le titre : "Quatre Montréalais en l'an 3000" paru en 1962 et réédité en 1971 et en 1989 sous le titre "Surréal 3000" , aux Éditions du Jour. Est-ce un cas de plagiat ou de cryptomnésie? Le roman de Suzanne Martel a bénéficié d'une traduction en anglais par Norah Smaridge et d'une édition aux États-Unis en 1964, sous le titre "The City Under Ground". Née en 1944, Jeanne DuPrau aurait donc pu lire le roman de Suzanne Martel à l'âge de vingt ans environ, et s'en inspirer ?
C'est néanmoins un thème récurrent de la science-fiction, on le retrouve également -avec de nombreuses similitudes- dans La Légende des Niveaux Fermés (1978), écrit par une autre femme, Julia Verlanger.